# Brushing (e-commerce)
 (février 2024).
Dans le cadre du commerce en ligne, le « brushing », également appelé « review brushing », représente une technique frauduleuse parfois employée pour booster la notation d'un vendeur en créant de fausses commandes,,,, qui sont ensuite expédiées à un complice ou à une personne qui ne se doute de rien.
La plupart des sites de vente en ligne notent les vendeurs selon plusieurs critères et affichent ces notes aux consommateurs. Puisqu'une bonne note peut augmenter les ventes, elles sont importantes pour les vendeurs. Le nombre d'articles livrés est souvent un facteur important dans cette notation, de même que la classification par étoiles attribuée par la personne qui a passé la commande (indépendamment de la personne qui a reçu l'article ou du fait que le colis qui lui a été envoyé contenait ou non l'article en question).

## Procédure
Un vendeur paie quelqu'un pour passer une fausse commande ou utilise simplement les informations d'une autre personne pour passer lui-même une commande. Étant donné qu'un envoi doit généralement avoir lieu pour qu'une commande soit considérée comme valide par le site de vente en ligne, le vendeur expédie souvent une boîte vide ou un article bon marché. Ces fausses commandes, si elles ne sont pas détectées, peuvent booster la note du vendeur, ce qui permet à ses articles d'avoir plus de chances d'apparaître en haut de la liste des résultats de recherche sur les sites de vente en ligne. La personne qui a effectué la commande peut également poster un avis positif, ce qui permet d'augmenter davantage articifiellement la crédibilité de l'affichage de l'article,.
De nombreux sites de vente en ligne ont reconnu le problème et affirment lutter activement contre la technique du brushing,. Par exemple le groupe Alibaba, qui l'a indiqué dans le prospectus publié avant l'introduction en bourse du groupe.
Le brushing gonfle également les chiffres rapportés dans les états financiers d'une entreprise, attirant ainsi l'attention des investisseurs et des régulateurs du marché. Par exemple, la U.S. Securities and Exchange Commission a ouvert une enquête pour vérifier la validité de leurs données lorsqu'Alibaba a déclaré un chiffre d'affaires de plus de 14 milliards de dollars lors du Singles Day.

## Incidents passés
En 2015, des enquêteurs travaillant pour le site Tripadvisor ont identifié une entreprise italienne illégale appelée PromoSalento. Elle proposait d'écrire de faux avis pour des entreprises hôtellieres afin de les aider à améliorer leur profil Tripadvisor. Le dirigeant de l'entreprise a été reconnu coupable dans un « jugement historique » par la justice italienne, emprisonné 9 mois et condamné à payer 8 000 € de frais et de dommages-intérêts.
En juillet 2019, les consommateurs ont été invités à se méfier des colis non sollicités Amazon après que des personnes ont reçu des colis qu'elles n'avaient jamais commandés dans le cadre de la technique du brushing. Dans le système d'Amazon, les personnes qui effectuent l'achat initial sont autorisées à laisser un avis vérifié sur le produit, ce qui permet d'augmenter la note en publiant un faux avis cinq étoiles. L'adresse du consommateur peut avoir été obtenue précédemment par un vendeur tier, ou par une simple recherche sur Internet. La réception de ces colis n'est pas nécessairement le signe d'un problème plus grave, mais ils peuvent dans certains cas être l'indicateur d'une fuite de données. Les consommateurs qui pensent avoir été victimes de la technique du brushing peuvent avertir immédiatement le vendeur en question et changer leur mot de passe.

### Incident des graines chinoises de 2020
En juillet 2020, des milliers de colis de graines marquées avec de fausses descriptions (comme par exemple en tant que boucles d'oreilles) ont été reçus dans le monde entier en provenance de Chine. De nombreux premiers rapports ont retracé l'histoire jusqu'à une publication sur Facebook par une femme à Tooele aux États-Unis, qui avait attiré l'attention de nombre de ses voisins ayant vécu la même expérience,,,.
Les graines mystérieuses ont suscité des préoccupations en matière de biosécurité, mais on pensait qu'elles étaient liées à une autre escroquerie de type brushing. Les autorités comme par exemple le DEFRA au Royaume-Uni et le département APHIS de l'USDA aux États-Unis ont enquêté et le commissaire à l'agriculture du Kentucky, Ryan Quarles, a déclaré : « Nous n'avons pas suffisamment d'informations pour savoir s'il s'agit d'un canular, d'une plaisanterie, d'une escroquerie sur Internet ou d'un acte de bioterrorisme agricole ». Le China Post a indiqué que les étiquettes d'expédition avaient été falsifiées, tandis que Taïwan envisageait d'infliger une amende à une société logistique chinoise pour le transbordement de marchandises de contrebande.
En septembre 2020, un article écrit par Motherboard qui a résumé les résultats des demandes en vertu de la loi sur la liberté d'information aux États-Unis, a rapporté qu'un laboratoire de l'Utah a indiqué : « Notre laboratoire de graines a identifié ce qui suit : rose, amarante, 2 types de menthes, faux baume pour chevaux, brunelle commune, Lespedeza et patate douce ».
Fin septembre 2020, le Département de l'agriculture et de l'alimentation de l'Utah a annoncé qu'Amazon avait accepté une quarantaine volontaire des graines entrantes aux États-Unis, et qu'Amazon empêcherait la vente des graines provenant de l'extérieur des États-Unis que tout vendeur tenterait de vendre aux États-Unis. L'American Seed Trade Association a publié une déclaration confirmant cette décision.
Le 29 septembre 2020, la ministère de l'agriculture brésillien a annoncé avoir jusqu'à présent reçu 36 plaintes concernant des graines non sollicitées. Ces signalements provenaient de huit États du Brésil.
Les pratiques de biosécurité d'Alibaba et eBay ont été examinées par James Corner, membre de la Chambre des représentants des États-Unis et membre de la Commission de surveillance et de réforme gouvernementale, au début d'octobre 2020.
Des envois de graines ont eu lieu à nouveau, après une pause, en octobre 2020 dans le comté de Marion, en Alabama, aux États-Unis.
En novembre 2020, le département de l'agriculture de l'Arizona a indiqué que les envois de graines avaient ralenti mais n'étaient pas encore complètement arrêtés. La plupart des signalements provenaient des régions de Phoenix et de Tucson, bien que des rapports aient été enregistrés dans tout l'État. Les graines concernées étaient des plantes ornementales, des fruits, des légumes, des herbes et du blé. Ces graines étaient notées pour leur potentiel à propager des virus et d'autres maladies végétales.
En novembre 2020, le Département de l'Agriculture, de l'Eau et de l'Environnement de l'Australie a indiqué avoir reçu 228 signalements et avoir décidé de mettre en place un nouveau système de scan par rayons X. Contrairement aux scanners à rayons X existants utilisés aux frontières, ceux-ci utiliseraient un traitement automatisé des images radiographiques, ce qui permettrait d'obtenir des résultats plus appronfondis. Pour les graines qui n'ont pas été détectées par les scanners, le Département a demandé aux Australiens de signaler les envois de graines via un site web.
En février 2021, le département APHIS de l'USDA américain a émis de nouvelles règles concernant l'achat et la vente de graines et de plantes vivantes en provenance d'autres pays,.

#### Résolution
Amazon a déclaré que toutes les commandes qu'elle a examinées étaient des commandes légitimes, dans des déclarations à l'été 2020 et en mars 2021. Il n'a pas été identifié l'utilisation de la technique du brushing pour les commandes de graines, et le département de l'agriculture des États-Unis n'avait pas trouvé de « preuves directes de brushing ». Au début du mois d'octobre 2020, le département de l'agriculture des États-Unis et le département de l'agriculture et des forêts de la Louisiane considéraient en grande partie que le mystère était résolu. Ils attribuaient les envois à la fois à de véritables commandes de graines simplement expédiées depuis des endroits auxquels les acheteurs ne s'attendaient pas, et à des envois réellement non sollicités,. Une enquête du journal The Atlantic en 2021 a révélé que bon nombre de personnes signalant des envois de graines non sollicités avaient des commandes de graines dans leur historique de commandes Amazon qu'elles avaient oubliées, souvent de nombreux mois auparavant et avec des retards d'expédition importants, ou faisaient partie de « groupes-cadeaux » avec des listes de souhaits publiques que d'autres pouvaient utiliser pour commander des articles pour elles. La conclusion était que « dans chaque cas que nous avons pu examiner en détail, nous avons trouvé une connexion convaincante entre un colis mystère et une commande antérieure ».

## Sources
- (en) Cet article est partiellement ou en totalité issu de l’article de Wikipédia en anglais intitulé « Brushing (e-commerce) » (voir la liste des auteurs).

## References
1. 1 2  Davies, G., Addressing ‘review fraud’ in the online retail marketplace, Juriosity, publié le 14 novembre 2018, accédé le 20 novembre 2023
2. 1 2 3 4  « They Call It 'Brushing': The Dark Art of Alibaba Sales Fakery », The Wall Street Journal,‎ 3 mai 2015 (lire en ligne)
3. 1 2  (en-GB) « China's ecommerce sites try to sweep away 'brushing' », Financial Times,‎ 23 novembre 2016 (lire en ligne)
4. ↑  (en) Wade Shepard, « Americans Are Receiving Unordered Parcels From Chinese E-Criminals – And Can't Do Anything To Stop Them », Forbes,‎ 27 novembre 2017 (lire en ligne)
5. 1 2 3 4  Nick Fountain, Kenny Malone et Sandy Wei, « Episode 838: A Series of Mysterious Packages », Planet Money, NPR,‎ 27 avril 2018 (lire en ligne)
6. ↑  Nathan Bomey et Elizabeth Weise, « SEC probes Alibaba's Singles Day; stock drops », USA Today,‎ 25 mai 2016 (lire en ligne, consulté le 11 mai 2018)
7. ↑  TripAdvisor LLC, Investigations Spotlight: Jail Time for Review Fraud, publié le 11 septembre 2018, accédé le 20 novembre 2023
8. ↑  Jacob Passy, « Beware of unsolicited packages after Amazon Prime Day – they could be part of a scam », MarketWatch,‎ 16 juillet 2019 (lire en ligne, consulté le 16 juillet 2019)
9. ↑  WAPT ABC 16 Jackson, « Mystery seeds from China », YouTube, Jackson, Mississipi,‎ 28 juillet 2020 (lire en ligne)
10. ↑  Adam Herbets, « Mysterious seeds sent from China to Utah », KSTU Fox 13 Salt Lake City,‎ 22 juillet 2020 (lire en ligne) :« "Je les ai ouvertes et elles contenaient des graines", a déclaré M. Culley. "De toute évidence, ce ne sont pas des bijoux ! ... "Il y a un article que j'ai trouvé au Royaume-Uni qui dit que cela s'est produit là-bas, et que ce sont de mauvaises graines, qu'elles sont envahissantes", a déclaré Mme Culley. "J'espère que ce n'est pas trop grave... ne les jetez pas à la poubelle. Ne les plantez pas. Ne les touchez pas." »
11. ↑  Jade Bremner, « Utah residents are being mailed unidentified seeds from China », sur Newsweek, 24 juillet 2020 (consulté le 23 avril 2021)
12. ↑  N'dea Yancey-Bragg, « People in nearly 30 states mailed unsolicited packets of seeds that may be from China, officials say », sur USA Today, 27 juillet 2020 (consulté le 23 avril 2021)
13. ↑  « USDA Investigates Packages of Unsolicited Seeds from China », sur APHIS (Animal and Plant Health Inspection Service), USDA (United States Department of Agriculture), 2 mars 2021
14. ↑  Elle Hunt, Sowing doubt: people around world receive mystery seed parcels, 1er août 2020 (lire en ligne)
15. ↑  (en) Jason Koebler, « Hundreds of Americans Planted 'Chinese Mystery Seeds' » [archive du 8 septembre 2020], sur www.vice.com, 8 septembre 2020 (consulté le 11 septembre 2020)
16. ↑  « Utah officials say online shopping change could block 'mystery seeds' - KSTU Fox 13 Now », sur KSTU, 29 septembre 2020 (consulté le 4 novembre 2020)
17. ↑  « Amazon to Remove Listings for Seeds for Planting by Non-U.S. Residents - American Seed Trade Association », sur ASTA (consulté le 4 novembre 2020)
18. ↑  Lachlan Willians, « Ministry Records 36 Cases of Mystery Seeds Received After Internet Purchases - The Rio Times », sur The Rio Times, 30 septembre 2020 (consulté le 4 novembre 2020)
19. ↑  Megan U. Boyanton, « Alibaba, eBay Targeted in Chinese 'Mystery Seed' Mail Inquiry », sur Bloomberg Government, 8 octobre 2020 (consulté le 4 novembre 2020)
20. ↑  Tiffany Thompson, « Mystery seeds in the mail are back », sur WAFF48, 23 octobre 2020 (consulté le 4 novembre 2020)
21. ↑  Hunter Brownstein, « Arizona Officials Have Identified Some Mystery Seeds Sent From China - KJZZ Phoenix », 2 novembre 2020
22. ↑  Josh Taylor, « Australia trials new technology to intercept mystery seeds sent in the mail », sur The Guardian, 7 novembre 2020 (consulté le 10 novembre 2020)
23. ↑  « USDA Clarifies Rules for Buying and Selling Seeds and Plants Online From Other Countries », sur APHIS (Animal and Plant Health Inspection Service), USDA (United States Department of Agriculture), 2 mars 2021
24. ↑  « Buying and Selling Plants and Seeds Online », sur APHIS (Animal and Plant Health Inspection Service), USDA (United States Department of Agriculture), 2 mars 2021
25. 1 2 3  "The Truth Behind the Amazon Mystery Seeds: Why did so many Americans receive strange packages they didn't think they'd ordered?", The Atlantic
26. ↑  « Mystery of Chinese seeds near solved – State Politics – theadvocate.com »